# Hyperacmus psarevi
Hyperacmus psarevi là một loài tò vò trong họ Ichneumonidae.